# سنوتشي
سنوتشي هي قرية في مقاطعة أصفهان، إيران. يقدر عدد سكانها بـ 147 نسمة بحسب إحصاء 2016.